# 何良臣
何良臣，生卒年不详，大约在明朝正德万历年间活动。明朝军事家、诗人。字惟圣，号际明，浙江余姚人。

## 生平
早年喜欢诗词歌赋，颇有文才。后来从军，曾立过军功，当过幕僚，后升为蓟镇游击将军。
所做诗词气魄宏大，被称为“壮诗人气”。

## 著作
兵学著作：
- 《军权》
- 《阵纪》
- 《利器图考》
- 《制胜便宜》
- 《剑经》

其中以《阵纪》是明朝著名军事著作。
文学著作：
- 《乾坤集》（又名《词赋集》）
- 《更剑斋稿》（自选）

## 评论
- “将军辞赋，乃伤夫知阵无所事阵，而托声于诗人吻也。”——明朝 黄道月
- “良臣当嘉靖中海滨弗靖之时，身在军中，目睹形势，非凭虚理断，攘袂坐谈者可比，在明代兵家，尤为切实近理者矣。”——清朝 《四库全书总目提要》赞语